# Teoria degli stadi
La teoria degli stadi o modello evolutivo di Rostow è una teoria socio-economica elaborata da Walt Whitman Rostow nel corso degli anni 1960. Secondo questa teoria, i processi di sviluppo economico e modernizzazione di una società si verificano in ogni Paese attraverso diversi stadi di sviluppo.

## Teoria
Rostow individua 5 fasi (o stadi) di sviluppo.
- lo stadio di partenza (primo stadio) è la cosiddetta società tradizionale, cioè una società nella quale la stragrande maggioranza della popolazione opera nel settore primario in un'economia di sussistenza e autoconsumo basata su rapporti di reciprocità e ridistribuzione, imperniata da una cultura dominata dalla superstizione e dal fatalismo. Manca un uso adeguato della tecnologia ed un suo sviluppo scientifico.
- il secondo stadio è individuato come la fase preliminare per il decollo. È un periodo dove l'istruzione elementare diventa obbligatoria, le persone hanno bisogno di essere formate, le tecnologie sono ancora semplici ma si pensa sempre di più a svilupparle. Spesso questa fase è caratterizzata da forze esterne, che agiscono sulla società che viene analizzata. Nel settore agricolo si ha una rivoluzione nelle tecniche produttive, resa necessaria dall'aumento della popolazione. Emerge una nuova leadership politico-imprenditoriale che scalza la vecchia aristocrazia territoriale. Comincia a comparire una differenziazione strutturale, con l'efficientamento delle strutture burocratico amministrative.
- la terza fase è detta di decollo, c'è una vera e propria trasformazione sociale e culturale. Le barriere che prima impedivano il take-off ora sono state eliminate. Gli investimenti sono mirati e programmati in modo scientifico. Compare un apparato politico sociale capace di favorire e garantire uno sviluppo sociale costante e cospicuo.
- la quarta fase è identificata come fase di raggiungimento della maturità; è caratterizzato dalla crescita massiccia dell'industrializzazione, e dalla formazione del attività terziarie che porta a dei ritmi di lavoro più soft migliorando gli standard di vita. Si osserva un importante aumento demografico e l'insorgere di nuove necessità, soddisfatte non solo dal settore agricolo o industriale, ma anche dai servizi, nuovo settore in formazione e rapida espansione. È lo stadio che Clark identifica come salto della società dei servizi.
- la quinta fase è identificata come età del consumismo e della produzione di massa; sono disponibili nuovi servizi terziari per i bisogni delle persone ma che garantiscono un valore aggiunto alle attività già esistenti, garantendo un alto livello di benessere.

Le critiche a questa teoria si riferiscono soprattutto al fatto che Rostow ha preso come modello solamente le esperienze accadute nelle regioni più avanzate dei paesi occidentali, e non ha preso in considerazione le altre tipologie di sviluppo che invece si sono verificate senza rispettare queste sequenza di tappe. In alcuni casi (come le regioni del Mar Mediterraneo), infatti, lo sviluppo economico si è verificato "saltando" quasi completamente la seconda fase, quella dell'industrializzazione, per cui in questi casi si è passati direttamente da una società agricola ad una terziaria.